# Amaurobius latescens
Espèce
Synonymes
- Auximus latescens Chamberlin, 1919
- Walmus hermosus Chamberlin, 1947

Amaurobius latescens est une espèce d'araignées aranéomorphes de la famille des Amaurobiidae.

## Distribution
Cette espèce est endémique de Californie aux États-Unis,.

## Description
Le mâle décrit par Chamberlin en 1947 mesure 6,6 mm.

## Publication originale
- Chamberlin, 1919 : New Californian spiders. Journal of Entomology and Zoology, Claremont, vol. 12, p. 1-17 (texte intégral).